# Marie Ault
Marie Ault (wym. [məˈri ɔlt], właśc. Mary Cragg; ur. 2 września 1870 w Wigan, zm. 9 maja 1951 w Londynie) – angielska aktorka filmowa i teatralna. Najbardziej znana z kreacji pani Bunting w kryminalnym dreszczowcu Lokator (1927) w reżyserii Alfreda Hitchcocka oraz Mère Colline w dramacie The Rat (1925) i dwóch jego kontynuacjach: The Triumph of the Rat (1926) i The Return of the Rat (1929, reż. Graham Cutts).
Urodziła się w Wigan, jako córka Thomasa Cragga i Jane Anne Ault. Debiutowała na scenie w grudniu 1891 w Theatre Royal w Lincoln. Uznanie zyskała występując w brytyjskich filmach niemych oraz w późniejszym czasie w komediowych rolach dalszego planu na dużym ekranie i w teatrze. Jej mężem był James Alexander Paterson.

## Wybrana filmografia
- 1921: Class and No Class – Liza Ann
- 1922: A Prince of Lovers – Nannie
- 1923: Paddy the Next Best Thing – pani Adair
- 1923: The Monkey’s Paw – pani White
- 1923: The Starlit Garden – Prue
- 1923: Kobieta przeciw kobiecie – Henrietta
- 1925: The Rat – Mère Colline
- 1925: The Prude’s Fall – pani Masters
- 1926: Mademoiselle from Armentieres – ciotka
- 1926: The Triumph of the Rat – Mère Colline
- 1927: Lokator – pani Bunting, właścicielka
- 1927: Madame Pompadour – Belotte
- 1927: Hindle Wakes – pani Hawthorn
- 1928: Dawn – pani Rappard
- 1929: Little Miss London – pani Higgins
- 1929: The Return of the Rat – Mère Colline
- 1929: Nachtgestalten – Ma
- 1929: Kitty – Sarah Greenwood
- 1931: Third Time Lucky – pani Midge
- 1933: Money for Speed – Ma
- 1933: Their Night Out – Cook
- 1933: Little Fella – pani Turner
- 1933: Maid Happy – panna Woods
- 1935: Lend Me Your Wife – Aunt Jane
- 1941: Freedom Radio – klientka
- 1941: Major Barbara – Rummy Mitchens
- 1942: The Missing Million – pani Tweedle
- 1945: Twilight Hour – Liz
- 1946: They Knew Mr. Knight – babcia Blake
- 1948: The Three Weird Sisters – Beattie
- 1949: Madness of the Heart – zakonnica
- 1951: Cheer the Brave – teściowa